# Barry Lyndon
A Barry Lyndon egy 1975-ös amerikai-brit történelmi filmdráma, amelynek rendezője, forgatókönyvírója és producere egyaránt Stanley Kubrick. A forgatókönyv alapjául Thackeray 1844-es regénye, a Nemes Barry Lyndon úr emlékiratai szolgált. A film egy 18. századi ír szerencsevadász és hamiskártyás felemelkedését és bukását mutatja be: hogyan vesz feleségül egy gazdag özvegyasszonyt és hogyan tékozolja el szerencséjét.
Kubrick az 1971-es Mechanikus narancs után kezdte tervezni, hogy rendez egy Napóleon-filmet, de a hasonló témájú Waterloo bukása után elvesztette pénzügyi támogatóit. A filmhez végzett kutatásait végül a szintén 18. századi Barry Lyndon-ban hasznosította, melynek forgatása 1973 decemberében kezdődött és nyolc hónapig tartott.
A film látványvilágát egyedülállónak ismerték el. Kubrick és operatőre, John Alcott a korabeli festmények hangulatát varázsolta a vászonra. A belső jelenetek egy részét elektromos világítás nélkül, gyertyafénynél vették fel; ehhez különleges, a NASA számára kifejlesztett kamerákat használtak.
A Barry Lyndon az 1976-os Oscar-díjkiosztón négy díjat vitt el; látványvilágáért, jelmezeiért, zenéjéért és forgatókönyvéért. Bár a korabeli kritikusok kárhoztatták a film lassú tempóját és hideg tárgyilagosságát, Kubrick más műveihez hasonlóan idővel elfogadottsága nőtt és ma a rendező legjobb filmjei között tartják számon.

## Cselekmény

### Első rész
Az első rész elején megtudjuk, hogy az 1750-es évek Írországában kezdődő történetben a gyermek Redmond Barry apja meghal párbajban (amit egy lóvásárlás miatt kirobbant vita okozott), özvegy édesanyja pedig, elutasítva a kérőit, életét egyetlen fia felnevelésének áldozza.
A felcseperedő Barry beleszeret unokatestvérébe, Nora Bradybe. Bár a lány hajlandó flörtölni vele, később fogadja egy jómódú angol katonatiszt, John Quin udvarlását is. Nora családja inkább a gazdag kérőt preferálja, de Barry inzultálja vetélytársát és a konfliktus párbajjá fajul. Barry lelövi Quint, de a törvény elől menekülni kényszerül. Dublinba indul, de útközben egy híres útonálló, Feeney kapitány elveszi minden pénzét és a lovát.
A nincstelenné vált Barry belép a brit hadseregbe. Osztagában találkozik családja régi barátjával, Grogan kapitánnyal, aki elmondja neki, hogy párbaja megrendezett volt; pisztolyába vaktöltényt raktak és Quin csak tettette a sebesülést. Az egészet Nora családja találta ki, hogy megszabaduljanak az okvetetlenkedő Barrytől.
Barry ezredét Németországba küldik, hogy a hétéves háborúban harcoljanak. Grogan egy összecsapásban halálosan megsebesül, mire Barry úgy dönt hogy dezertál és ellopja egy futár lovát, egyenruháját és iratait. A semleges Hollandia felé indul és útközben találkozik Lieschennel, egy fiatal német nővel, akinek vőlegénye régóta oda van a háborúban. Barry szállást és ételt kap Lieschentől, majd miután együtt töltik az éjszakát, néhány napig nála marad. Továbbhaladva, Barryt meghívja csapatába a porosz Potzdorf kapitány, aki rájön, hogy dezertőrrel van dolga. Potzdorf megzsarolja Barryt, hogy vagy belép a súlyos emberhiánnyal küzdő porosz hadseregbe vagy átadja őt a briteknek, ahol dezertőrként agyonlövik. Barry porosz egyenruhát húz és derekasan harcol, egy alkalommal Potzdorf életét is megmenti.

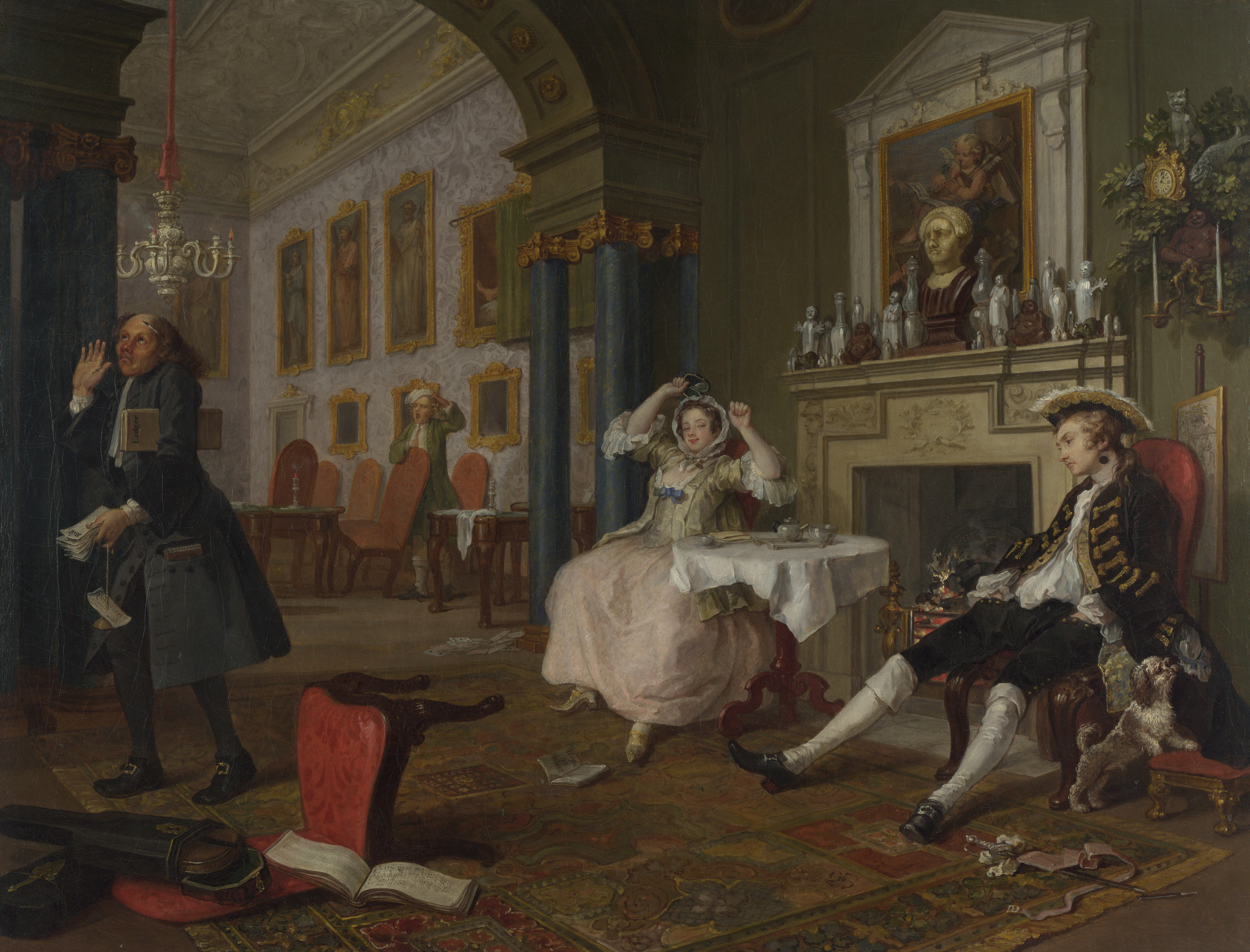
William Hogarth Házasság-sorozatának második része

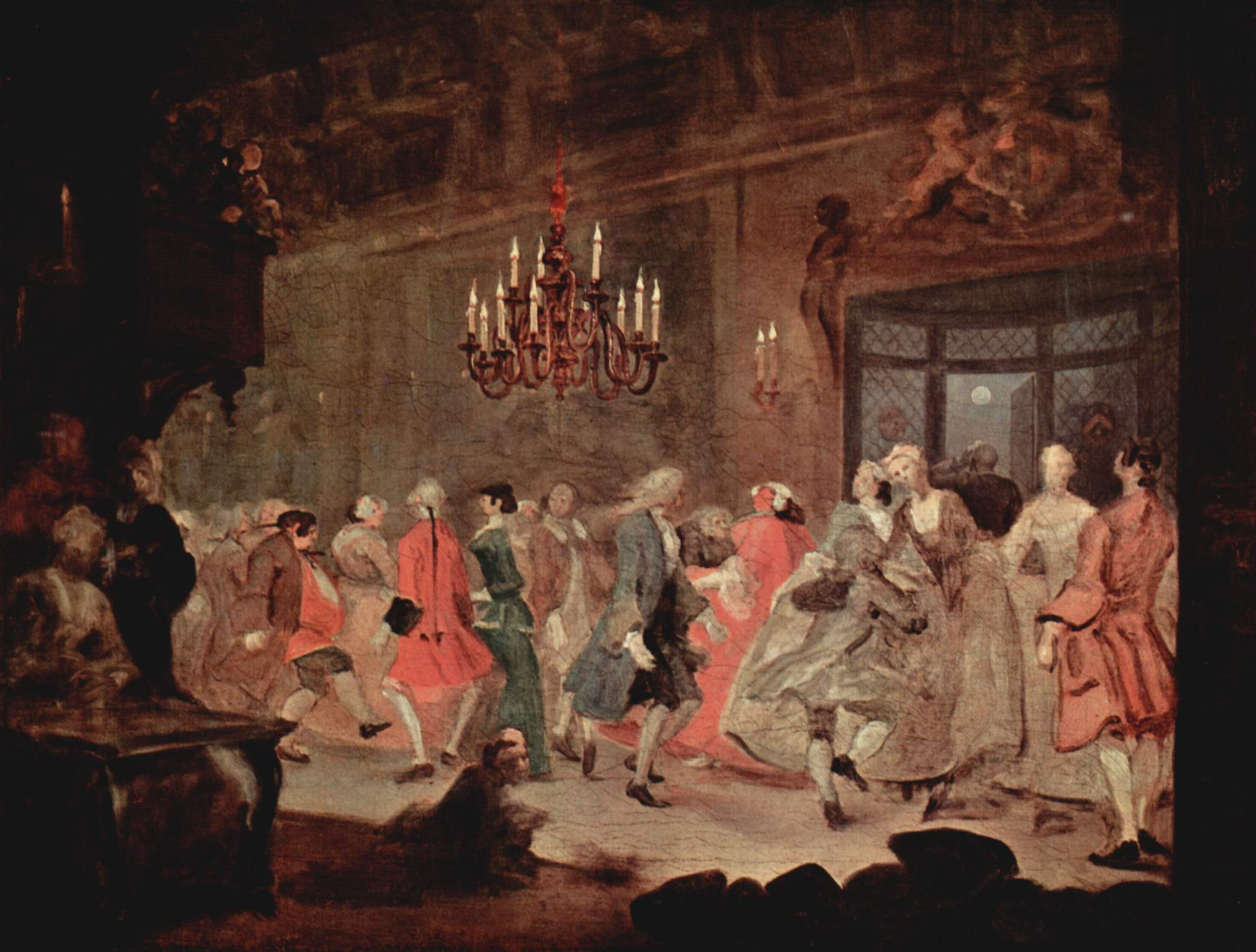
Hogarth: Vidéki bál. A festő művei inspirálták a film díszleteit

Két évvel később, a háború végeztével, 1763-ban Potzdorf beajánlja Barryt nagybátyjánál, a porosz rendőrminiszternél, aki kémként alkalmazza őt. Azt a feladatot kapja, hogy férkőzzék az osztrák követ, az ír származású Chevalier de Balibari bizalmába, akiről az a gyanújuk, hogy kém. Barry szolgájául szegődik Balibarinak, de örömében hogy honfitársával találkozhat, elárulja neki az ellene szőtt összeesküvést. Balibari notórius hamiskártyás és kitanítja Barryt a szerencsejátékok minden csínjára-bínjára. Egy alkalommal a tübingeni herceget kopasztják meg, aki – bizonyíték nélkül – csalással vádolja Balibarit és párbajra hívja őt. Barry beszámol az esetről a rendőrminiszternek, aki úgy dönt hogy a botrány elkerülés érdekében kiutasítja a követet az országból. Barry elmondja a döntést Balibarinak, aki titokban megszökik, Barry pedig a követnek maszkírozva magát fogadja a porosz tiszteket, akik a határig kísérik. Így mindketten megszabadulhatnak Poroszországból.
A következő években Barry és Balibari Európát járják és kártyatudásukból élnek. A vonakodó ellenfelekből Barry párbajfenyegetéssel kényszeríti ki az adósságukat. Barry azonban érzi, hogy ez az élet nem mehet a végtelenségig, és azt tervezi hogy feleségül vesz egy gazdag nőt. A belgiumi Spában találkozik a szép és gazdag Lyndon grófnéval, akit elcsábít. A grófné idős, beteges férje tudomást szerez az afférról és felelősségre vonja Barryt, akinek pimaszsága miatt szívrohamot kap és meghal. Barry feleségül veszi a szép özvegyet és felveszi annak családnevét, a Lyndont.

### Második rész
Barry élvezi felesége vagyonát, boldogságára csak az vet árnyat, hogy feleségének előző házasságából származó tíz éves fia, Lord Bullingdon gyűlöli őt és szélhámosnak tartja, aki csak a pénzéért vette feleségül az anyját. Mikor Bullingdon nyilvánosan megsérti, testi fenyítésben részesíti őt. Bár születik egy fia, Bryan Patrick, házassága megromlik és Barry felesége pénzén kezd tivornyázni és prostituáltakhoz járni, míg a grófnő visszavonultan él a kastélyukban.
Idővel Barry anyja is beköltözik hozzájuk, aki figyelmezteti őt, hogy a vagyon örököse Bullingdon és ha a felesége meghal akkor ő és fia nincstelenné válik. Hogy ezt a sorsot elkerülje, nemesi címet akar szerezni. Kapcsolatokat épít ki, bőkezű ajándékokat osztogat, estélyeket rendez; mindez rengeteg pénzbe kerül. Erőfeszítései azonban hiábavalóvá válnak, amikor Lady Lyndon pazar születésnapi partijára beront az immár felserdült Bullingdon és kijelenti, hogy gyűlöli Barryt és nem hajlandó egy fedél alatt élni vele. Barrynak a sértésekre elborul az agya és ököllel esik mostohafiának, míg a vendégek le nem fogják. A botrány miatt a "jobb társaság" kiveti magából, nemesi címre semmi esélye sincs. Bullingdon betartja a szavát és elhagyja a házat, sőt az országot is.
Rajongásig szeretett fia a kilencedik születésnapjára egy lovat kap ajándékba, de súlyos lovasbalesetet szenved és néhány nappal később meghal. Barry az alkoholban, felesége a vallásban keres enyhülést gyászára. Lady Lyndont Samuel Runt lelkész (Bullingdon, majd Bryan házitanítója) vigasztalja, akit Barry anyja (aki átvette a család pénzügyeinek irányítását) a pénzügyi nehézségekre hivatkozva elbocsát. Lady Lyndon kétségbeesésében mérget iszik, de nem hal meg. A lelkész felveszi a kapcsolatot Bullingdonnal, aki visszatér a kastélyba és azt látja, hogy Barry részegen fekszik ivócimborái között, ahelyett, hogy feleségével törődne. Bullingdon párbajra hívja Barryt.
A párbajra egy csűrben kerül sor. Pénzfeldobás alapján Bullingdon lőhet elsőnek, de idegességében túl korán húzza meg a ravaszt. Barry erre szándékosan a földbe lő, de Bullingdon ragaszkodik a párbaj folytatásához és a második körben lábon lövi Barryt. A golyót eltávolító orvos kénytelen levágni Barry lábát, hogy megmentse az életét. Lábadozása közben Bulingdon átveszi a birtok felett az irányítást. Könyvelőjén keresztül ajánlatot tesz Barrynak: évi 500 guinea-t fizet neki, amennyiben elhagyja Angliát és soha nem tér vissza. Ha visszautasítja ajánlatát, gondoskodik róla, hogy minden hitelezője visszakövetelje adósságait és akkor Barry bizonyosan az adósok börtönébe kerül. A rokkanttá vált Barry elfogadja a pénzt és előbb anyjával együtt Írországba, majd Európába távozik, ahol kevés sikerrel folytatni próbálja korábbi hamiskártyás pályafutását. Az utolsó jelenetnél az immár középkorú Lady Lyndon fia tekintetétől követve aláírja Barry éves apanázsának csekkjét.

## Szereplők
- Narrátor: Michael Hordern
- Redmond Barry: Ryan O’Neal
- Lady Lyndon: Marisa Berenson

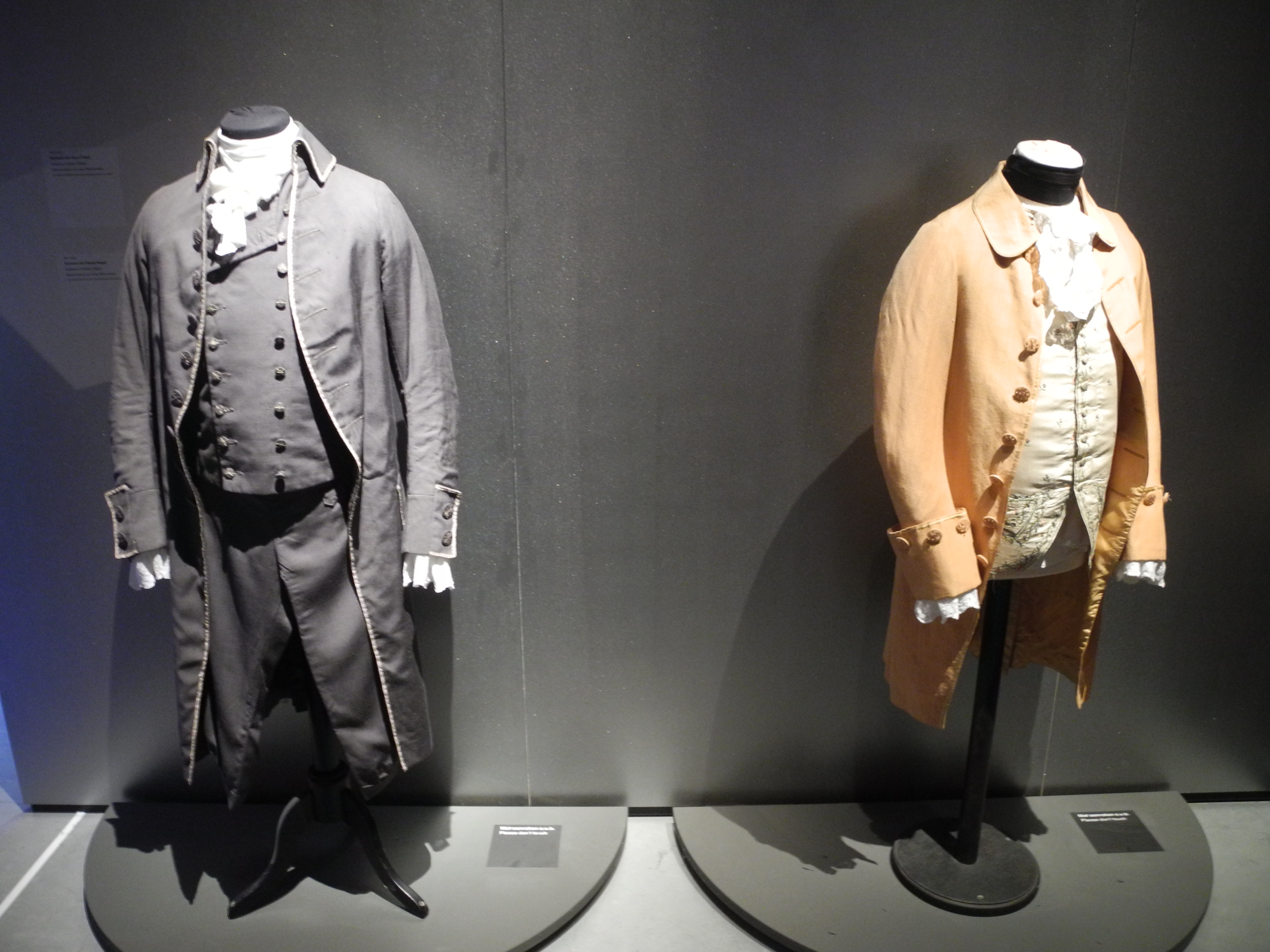

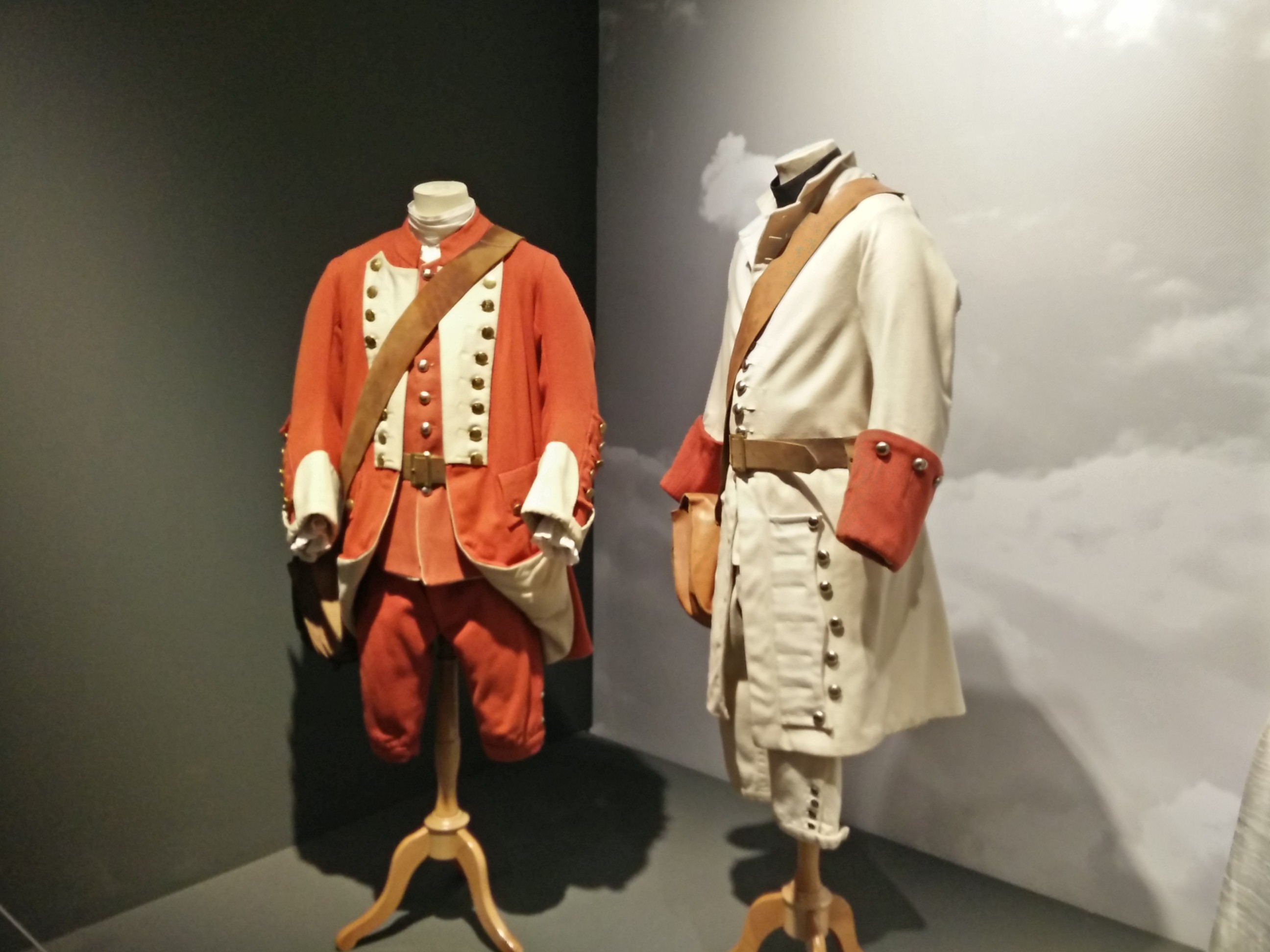
A Barry Lyndon-ban viselt jelmezek

- Chevalier du Balibari: Patrick Magee
- Potzdorf kapitány: Hardy Krüger
- Nora Brady: Gay Hamilton
- Grogan kapitány: Godfrey Quigley
- Lord Ludd: Steven Berkoff
- Belle, Barry anyja: Marie Kean
- Samuel Runt lelkész: Murray Melvin
- Sir Charles Reginald Lyndon: Frank Middlemass
- Lord Bullingdon: Leon Vitali
- a gyermek Lord Bullingdon: Dominic Savage
- John Quin kapitány: Leonard Rossiter
- Lord Wendover: André Morell
- Lord Hallam: Anthony Sharp
- Graham: Philip Stone
- Bryan Patrick Lyndon: David Morley
- Lieschen: Diana Körner
- Feeney kapitány: Arthur O'Sullivan
- Seamus Feeney: Billy Boyle
- Jonathan Fakenham hadnagy: Jonathan Cecil
- Sir Richard Brevis: Peter Cellier
- Dr. Broughton: Geoffrey Chater
- Tübingen hercege: Wolf Kahler
- Mr. Brady: Liam Redmond
- III. György király: Roger Booth
- Bulow ezredes: Ferdy Mayne
- Doohan: John Sharp
- Toole tizedes: Pat Roach
- Schulffen: Hans Meyer

Az idősebb Lord Bullington alakítója, Leon Vitali később Kubrick asszisztenseként dolgozott, ő felügyelte a szereplőválogatást a rendező következő filmjeiben, valamint a videóváltozatok megjelentetését is. Kapcsolatuk egészen Kubrick haláláig tartott. A film operatőre, John Alcott maga is megjelenik statisztaként, egy részegen alvó férfit alakít abban a jelenetben, ahol Bullingdon párbajra hívja Barryt. Kubrick akkor 15 éves lánya, Vivian az egyik vendég Bryan születésnapi jelenetében.
Voltak visszatérő színészek is: Leonard Rossiter szerepelt Kubrick 2001: Űrodüsszeiá-jában; Steven Berkoff, Patrick Magee, Godfrey Quigley, Anthony Sharp, és Philip Stone a Mechanikus narancsban,; Stone ezen kívül a Ragyogásban is.

## A film készítése

### Előzmények

Stanley Kubrick a Barry Lyndon forgatásán

A 2001: Űrodüsszeia utómunkálatai során Kubrick már tervezte, hogy készít egy filmet Napóleonról. Az előkészületek közben azonban kijött Szergej Bondarcsuk és Dino De Laurentiis Waterloo-ja, amely pénzügyi szempontból bukásnak bizonyult. Ezt követően a finanszírozók visszaléptek és Kubrick inkább Anthony Burgess 1962-es regényét, a Mechanikus narancs-ot filmesítette meg. Ezt követően kacérkodott a gondolattal, hogy vászonra viszi Thackeray regényét, a Hiúságok vásárá-t, de feladta az elképzelést, amikor tévésorozat készült a műből. Egy interjúban így nyilatkozott: "Egy időben érdekelt a Hiúságok vására, mint potenciális film, de végül úgy ítéltem, hogy a cselekményt nem lehet bezsúfolni egy játékfilm viszonylag rövid időtartamába... amikor elolvastam a Barry Lyndon-t, nagyon lelkes lettem." Azzal hogy 18. századi kosztümös témát választott, Kubrick felhasználhatta korábbi, a Napóleon-filmmel kapcsolatos kutatásait.
Kubrick ekkor már perfekcionista hírnevű, ismert rendező volt, több filmjét is – a Dr. Strangelove-ot, a 2001: Űrodüsszeiá-t és a Mechanikus narancs-ot – Oscarra jelölték. Nem okozott hát nehézséget, hogy stúdiója, a Warner Bros. beálljon új projektje mögé. Kubrick titkolta az új film témáját (ennek oka az volt hogy támadások érték a sajtó részéről a Mechanikus narancs erőszakossága miatt, de amúgy is lehetőleg kerülte a bulvársajtót) és csak annyit jelentett be, hogy a főszerepeket Ryan O’Neal és Marisa Berenson (a Vogue és a Time címlapján is szereplő modell) játssza majd, valamint hogy Írországban fognak forgatni. Akkora volt a titkolózás, hogy az első megbeszélések alkalmával maga Berenson is csak annyit tudhatott meg, hogy 18. századi kosztümös filmet forgatnak és hogy több hónappal a munka megkezdése előtt kezdje el kerülni a napot, hogy bőre a szerephez illően elég sápadt legyen.

### Forgatás
A forgatás 300 napig tartott; 1973 tavaszától 1974 elejéig (közbeiktatott karácsonyi szünettel). Az írországi, angliai és poroszországi külső jeleneteket Írországban vették fel." Kubrick és az operatőr Alcott a beállításoknál 18. századi festők (mint Thomas Gainsborough és Antoine Watteau) tájképeit vették alapul. A látványvilág megteremtésében nagy szerep jutott Ken Adam és Roy Walker díszlettervezőknek is; Alcott, Adam és Walker Oscar-díjat kaptak a munkájukért.
A belső jelenetek egy részét a 18. században épült, kelet-írországi Powerscourt House-ban forgatták. Másfél évvel később, 1974 novemberében a kastély leégett és a újjáépítés során a film nagy segítséget jelentett. A munkát nagyrészt nagy-britanniai és írországi kastélyokban és műemlékekben végezték: forgattak a kellsi apátság romjai között (angol katonai tábori jelenet), a Blenheim Palace-ban, a Castle Howard-ban (a Lyndon-birtok külső jelenteinél), a Huntington Castle-ban (külső jelenetek), a Corsham Court-ban (belső jelenetek, zenetermi jelenet), a Petworth House-ban (kápolna), Stourheadben (tó és templom), Longleatben, a Wilton House-ban (belső és külső jelenetek, a lavenhami régi tanácsházán (amputációs jelenet), a Dunrobin Castle-ban (a Spa-beli park jelenete), a dublini várban; valamint Németországban a ludwigsburgi palotában és a potsdami Neues Palais-ban. Néhány külső jelenet helyszínéül a Waterford Castle, a Moorstown Castle és a Castletown House szolgált.
A munkára az északír konfliktus közepén került sor és 1974 januárjában egy dublini forgatást bombafenyegetés miatt le is kellett állítani. Kubrickot telefonon megfenyegették, hogy ha 24 órán belül nem hagyja el az országot, akkor az IRA nevében kivégzik. A rendező nem kockáztatott, azonnal csomagolt és 12 óra múlva Angliába repült, ahol befejezték a forgatást; néhány jelenet ki is maradt.

### Látvány

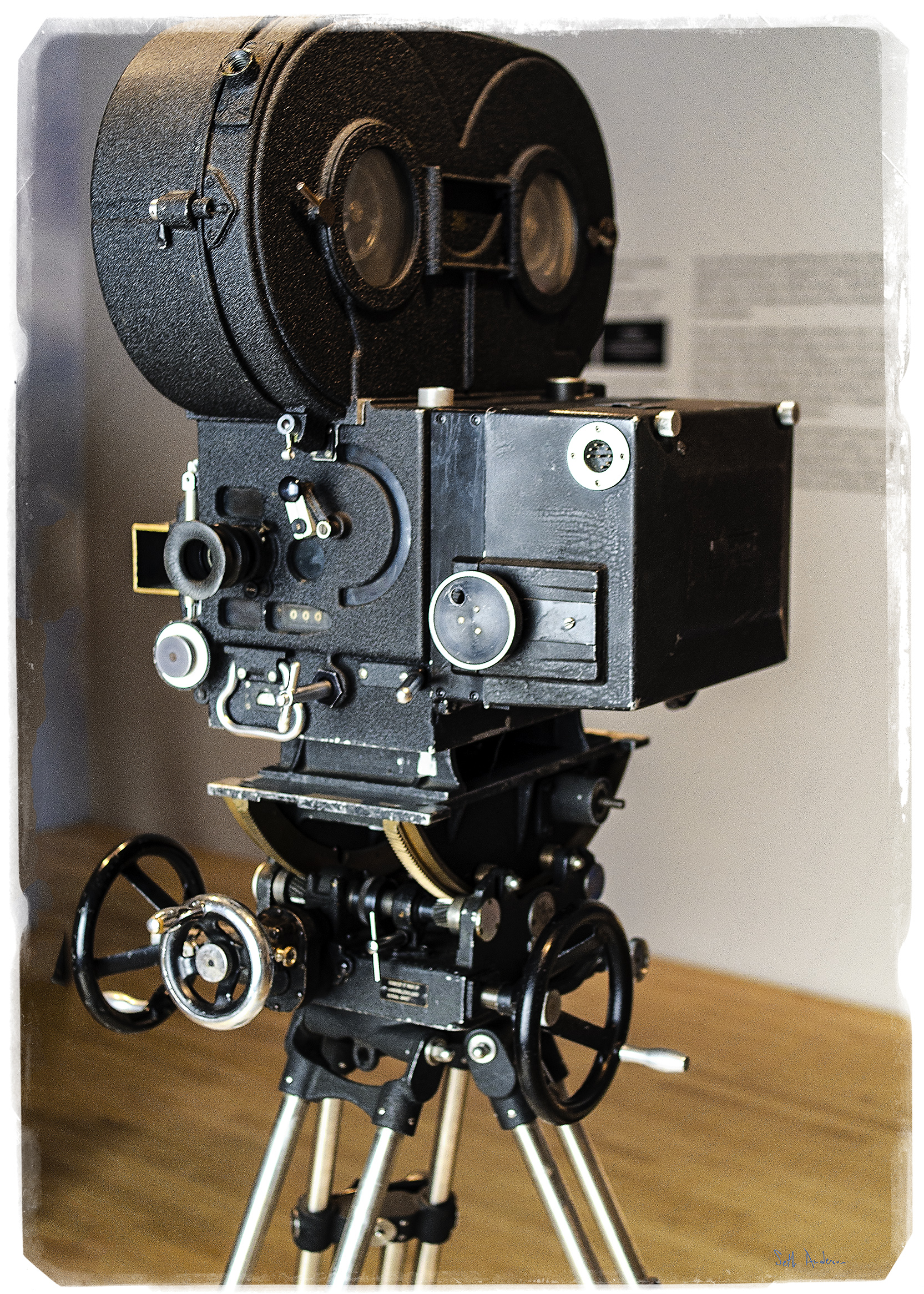
A forgatásnál használt különleges kamera

Kubrick ismert volt arról, hogy szívesen használt filmjeinél innovatív technikai megoldásokat." A 2001: Űrodüsszeia esetében forradalmi képeffektjeivel, a Ragyogás-ban az akkor újdonságnak számító Steadicam használatával nyűgözte le a nézőket. A Barry Lyndon esetében a látványvilágot igyekezett a lehető legautentikusabbá tenni, ezért jópár jelenetet nem elektromos-, hanem gyertyafénynél vettek fel, ami nemhogy mozgókép, de fényképezés esetében is számos technikai nehézséggel jár." Az operatőr, John Alcott Oscar-díjat kapott munkájáért.
Miután számos lencsét kipróbáltak, az az 50 mm-es Carl Zeiss Planar 50mm f/0.7 bizonyult a legjobbnak, amelyet a Zeiss a NASA számára fejlesztett ki a holdraszálláshoz. A hatalmas blendéjű, fix fókusztávolságú kamerákat (a Barry Lyndon-hoz a filmtörténelem legnagyobb fókusztávolság/blendenagyság arányú kameráit használták) nehéz volt rögzíteni és három verziót is készítettek belőlük. Az átalakított kameráknak köszönhetően mindössze 3 kandela fényerejű helyiségekben is képesek voltak jó minőségű anyagot rögzíteni, újrateremtve ezzel a villanylámpa előtti világ atmoszféráját. A mélységélesség viszont erősen lecsökkent, emiatt a színészek kénytelenek voltak visszafogottan mozogni. A fényerő hiányát a film túlhívásával is kompenzálták.
Kubrick és Alcott ahol lehetett igyekezett elkerülni az elektromos világítást, ahol pedig mégis használták, ott igyekeztek a természetes fényt utánozni, hogy a látványvilág megfeleljen a 18. századi festmények hangulatának. A nappali belső jeleneteknél igen erős lámpák fényét engedték át az ablakok fényszóró anyaggal bevont üvegén; ezáltal utánozva a napfényt. A hatás megfigyelhető például Barry és Lord Bullington párbajjeleneténél. Ez a módszer a realisztikus fényeffektusokon kívül megóvta a történelmi helyszíneket a lámpák felerősítésekor óhatatlanul fellépű sérülésektől és az erős reflektorok hőhatásaitól.

### Zene
Kubrick egyébként is hajlamos volt klasszikus zeneműveket választani filmjeihez és a Barry Lyndon korszaka lehetővé tette, hogy szinte a teljes soundtrack ilyen művekből tevődjön össze. A főcímzene Händel Sarabande-ja a D-moll szvit Nr 4-ből (HWV 437), amit eredetileg csak csembalóra írtak, de a filmbeli változatot szimfonikus vonósokkal, csembalón és üstdobbal játsszák. A klasszikus zenén kívül ír népzene (többek között a Women of Ireland) és angol katonazene (The British Grenadiers) is hallható a filmben.
| Cím                                     | Szerző                         | Előadó                                                        | Időtartam |
| --------------------------------------- | ------------------------------ | ------------------------------------------------------------- | --------- |
| "Sarabande–Main Title"                  | Georg Friederich Händel        | National Philharmonic Orchestra                               | 2:38      |
| "Women of Ireland"                      | Peadar Ó Doirnín, Seán Ó Riada | The Chieftains                                                | 4:08      |
| "Piper's Maggot Jig"                    | népdal                         | The Chieftains                                                | 1:39      |
| "The Sea-Maiden"                        | népdal                         | The Chieftains                                                | 2:02      |
| "Tin Whistles"                          | Ó Riada                        | Paddy Moloney, Seán Potts                                     | 3:41      |
| "The British Grenadiers"                | népdal                         | Fifes & Drums                                                 | 2:12      |
| "Hohenfriedberger March"                | Nagy Frigyes porosz király     | Fifes & Drums                                                 | 1:12      |
| "Lillibullero"                          | népdal                         | Fifes & Drums                                                 | 1:06      |
| "Women of Ireland"                      | Ó Riada                        | Derek Bell                                                    | 0:52      |
| Induló az Idomeneo-ból                  | Wolfgang Amadeus Mozart        | National Philharmonic Orchestra                               | 1:29      |
| "Sarabande–Duel"                        | Händel                         | National Philharmonic Orchestra                               | 3:11      |
| "Lillibullero"                          | népdal                         | Leslie Pearson                                                | 0:52      |
| C-dúr német tánc No 1.                  | Franz Schubert                 | National Philharmonic Orchestra                               | 2:12      |
| "Sarabande–Duel"                        | Händel                         | National Philharmonic Orchestra                               | 0:48      |
| Cavatina (A sevillai borbély)           | Giovanni Paisiello             | National Philharmonic Orchestra                               | 4:28      |
| E-moll cselló concerto                  | Antonio Vivaldi                | Lucerne Festival Strings, Pierre Fournier, Rudolf Baumgartner | 3:49      |
| Adagio (C-moll concerto két csembalóra) | Johann Sebastian Bach          | Münchener Bach-Orchester, Hedwig Bilgram, Karl Richter        | 5:10      |
| "Piano Trio in E-flat, Op. 100"         | Franz Schubert                 | Moray Welsh, Anthony Goldstone, Ralph Holmes                  | 4:12      |
| "Sarabande–End Title"                   | Händel                         | National Philharmonic Orchestra                               | 4:07      |

## Fogadtatás
A film nem váltotta be a Warner Bros. hozzá fűzött reményeit, legalábbis az Egyesült Államokban; Európában jobb fogadtatásban részesült. Amerikában 9,1 millió dollárt hozott. Összességében sikeresnek volt mondható, mert valamennyi országot figyelembe véve 31,5 millió dollárt termelt, míg 11 millió dollárból készítették.
A korabeli kritikusok és a nézők elismerték a film erényeit, de nem szerették meg. Ellene hozták fel hideg stílusát, öncélú művészkedését és lassú tempóját. A híres filmriktikus Roger Ebert négy csillagból három és felet adott a filmnek és megállapította, hogy a Barry Lyndon "szinte agresszív a maga hűvös távolságtartásában... méltóságteljes eleganciájával távolságtartásra kényszerít" de azt is írta, hogy "ez a valaha készített egyik legszebb film." A Chicago Tribune kritikusa az év ötödik legjobb filmjének értékelte a Barry Lyndon-t és kiemelte, hogy Kubrick a felsőbb osztályok életének "megdöbbentő ürességét" mutatja be." A Los Angeles Times szerint a film olyan, mint "azok a nagyon nagy, nagyon súlyos, nagyon drága, nagyon elegáns és nagyon unalmas könyvek", amelyeket csak dekorációs célra használnak. A The Washington Post kritikusa mesterműnek nevezte a filmet, de egyúttal öncélúan művészkedő zsákutcának is.
Újabban a filmkritikusok sokkal pozitívabban állnak a Barry Lyndon-hoz. A Rotten Tomatoes-on 74 ismertető alapján 91%-on áll. Roger Ebert 2009-ben három és félről négyre emelte a csillagok számát és beillesztette az általa kiválasztott remekművek listájába. Szerinte: "Stanley Kubrick Barry Lyndon-ját közönyösen fogadták 1975-ben, de az eltelt évek alatt megnőtt az ázsiója és a mai általános vélemény szerint egyike a mester remekműveinek. Minden kockájában Kubrick-film: technikailag elképesztő, érzelmileg távolságtartó, az emberi jóság kétségbevonásában könyörtelen.."
A Barry Lyndon Martin Scorsese kedvenc Kubrick-filmje, egyúttal Lars von Trier egyik kedvence is. Bekerült a Time magazin által összeállított "minden idők legjobb 100 filmje" listába, valamint 2015-ben 27. lett a BBC-nek a 100 legjobb amerikai filmet felsoroló listáján. A The Irish Times kritikusai 2020-ban minden idők legjobb ír filmjének választották a Barry Lyndon-t.
Az újabb magyar recenziók is többségükben pozitívak: Barry Lyndon Kubrick "leggyönyörűbb, leggrandiózusabb filmje"; Kubrick filmje zseniális a maga nemében. Minden idők legszebb kosztümös filmje és bátran elmondhatjuk, hogy a legszebben fényképezett is... Ennyi szép táj, ennyi festői totál egyetlen filmben sem található."; "minden idők leggyönyörűbb filmje és kész... nem csak a vizuális szempontok miatt kiemelkedő alkotás: ez az epikus kosztümös életrajzi film olyan ráérősen és kényelmesen lakja be a 18. századot, ahogy a 2001: Űrodüsszeia az űrkorszakbeli fantáziát a jövőről."

## Díjak és jelölések
| Díj                             | Kategória                     | Jelölt                                                              | Eredmény |
| ------------------------------- | ----------------------------- | ------------------------------------------------------------------- | -------- |
| Oscar-díj                       | legjobb film                  | Stanley Kubrick                                                     | Jelölve  |
| Oscar-díj                       | legjobb rendező               | Stanley Kubrick                                                     | Jelölve  |
| Oscar-díj                       | legjobb adaptált forgatókönyv | Stanley Kubrick                                                     | Jelölve  |
| Oscar-díj                       | legjobb látványterv           | Látványtervező: Ken Adam és Roy Walker Díszlettervező: Vernon Dixon | Elnyerte |
| Oscar-díj                       | legjobb jelmeztervező         | Milena Canonero és Ulla-Britt Söderlund                             | Elnyerte |
| Oscar-díj                       | legjobb operatőr              | John Alcott                                                         | Elnyerte |
| Oscar-díj                       | legjobb filmzene              | Leonard Rosenman                                                    | Elnyerte |
| British Academy Film Awards     | legjobb film                  | legjobb film                                                        | Jelölve  |
| British Academy Film Awards     | legjobb rendező               | Stanley Kubrick                                                     | Elnyerte |
| British Academy Film Awards     | legjobb látványtervező        | Ken Adam                                                            | Jelölve  |
| British Academy Film Awards     | legjobb jelmeztervező         | Milena Canonero és Ulla-Britt Söderlund                             | Jelölve  |
| British Academy Film Awards     | legjobb operatőr              | John Alcott                                                         | Elnyerte |
| Golden Globe-díj                | legjobb filmdráma             | legjobb filmdráma                                                   | Jelölve  |
| Golden Globe-díj                | legjobb rendező               | Stanley Kubrick                                                     | Jelölve  |
| National Board of Review Awards | A tíz legjobb film            | A tíz legjobb film                                                  | Elnyerte |
| National Board of Review Awards | A legjobb film                | A legjobb film                                                      | Elnyerte |
| National Board of Review Awards | legjobb rendező               | Stanley Kubrick                                                     | Elnyerte |

1. ↑  A Nashville-lel közösen
2. ↑  A Nashville-lel közösen
3. ↑  Robert Altmannal közösen

## Fordítás
- Ez a szócikk részben vagy egészben  a   Barry Lyndon című angol Wikipédia-szócikk ezen változatának fordításán alapul.  Az eredeti cikk szerkesztőit annak laptörténete sorolja fel. Ez a jelzés csupán a megfogalmazás eredetét és a szerzői jogokat jelzi, nem szolgál a cikkben szereplő információk forrásmegjelöléseként.